# 張景獻
張景獻（1486年—？年），字廷哲，廣東廣州府順德縣龍江人，軍籍。

## 生平
治《詩經》，行三，正德八年（1513年）廣東鄉試第十六名舉人，年三十八歲中式嘉靖二年（1523年）癸未科會試第二百十八名，第三甲第一百七十三名進士。官崇安县知县。

## 家族
曾祖张克新。祖父张天成，壽官。父张远。母鄧氏。永感下。兄景良、景昭、弟景明、景旦、景昂、景用、景衛、景雲。